# Justin von Linde
Justin Timotheus Balthasar Linde, 1839-től von Linde, 1859-től von Linden zu Dreyß (Brilon, 1797. augusztus 7. – Bonn, 1870. június 9.) német államférfi és jogtudós.

## Nevezetesebb művei
- Lehrbuch des deutsch. gem. Civilprozesses (Bonn, 1850);
- Handbuch des deutsch, gem. bürgerl. Prozesses (Giessen, 1831-40).